# Tyrnawa (obwód Wraca)
Tyrnawa (bułg. Търнава) – wieś w Bułgarii, w obwodzie Wraca, w gminie Bjała Słatina. Według danych szacunkowych Ujednoliconego Systemu Ewidencji Ludności oraz Usług Administracyjnych dla Ludności, 15 czerwca 2020 roku miejscowość liczyła 2 307 mieszkańców.

## Osoby związane z miejscowością

### Urodzeni
- Radosław Paszleewski (1942) – bułgarski generał-major